# Prosaptia mulierum
Prosaptia mulierum är en stensöteväxtart som beskrevs av Barbara S. Parris. Prosaptia mulierum ingår i släktet Prosaptia och familjen Polypodiaceae. Inga underarter finns listade.